# Thomas Schmidt (Moderator)
Thomas Schmidt (* 25. Mai 1957 in Iserlohn; † 31. Oktober 2019 in Stuttgart) war ein deutscher Radiomoderator.

## Werdegang
Nach einer Ausbildung zum Sozialversicherungsfachangestellten besuchte Schmidt die Deutsche Journalistenschule in München. Danach arbeitete er als Redakteur bei einer Gewerkschaftszeitung und kam 1984 nach Heidelberg als Reporter zum Kurpfalz-Radio. Ab 1987 arbeitete er bei SDR 3 in Stuttgart. Dort wurde er besonders durch die zusammen mit Stefan Siller moderierte Hörer-Hitparade Top 1000 X bekannt. Auch bei der Moderation der Nachfolgehitparade Top 2000 D war er beteiligt.
Nach der Fusion von SDR und SWF zum Südwestrundfunk (SWR) ging er zu SWR3 und wechselte später zu SWR1 Baden-Württemberg. Dort moderierte er bis 2015 im wöchentlichen Wechsel mit Janet Pollok und Patrick Neelmeier die Sendung Guten Morgen Baden-Württemberg und im Wechsel mit Barbara Scherrer und Stefanie Anhalt die Sendung Der Nachmittag. Außerdem moderierte er die Sendung Kopfhörer sowie vertretungsweise Guten Abend Baden-Württemberg und Aktuell. Ab Februar 2015 moderierte er jeden Samstagvormittag die Sendung Schmidts Samstag. Sie wurde nach seinem Tod in Anlehnung an seine übliche Verabschiedung in „Bloß kein Stress“ umbenannt und das Zitat seither gelegentlich von weiteren Moderatoren als „inoffizieller Claim“ von SWR1 Baden-Württemberg aufgegriffen. Darüber hinaus war er Autor für den Tigerenten Club.
Die auf seine Top 1000 X zurückgehende SWR1 Baden-Württemberg Hitparade moderierte Schmidt von 2004 bis 2017, zuletzt zusammen im Moderationsteam mit Patrick Neelmeier.
Schmidt war verheiratet und Vater dreier Kinder. Er starb am 31. Oktober 2019 im Alter von 62 Jahren.